# Dusi
Dusi è una suddivisione dell'India, classificata come census town, di 5.102 abitanti, situata nel distretto di Tiruvannamalai, nello stato federato del Tamil Nadu. In base al numero di abitanti la città rientra nella classe V (da 5.000 a 9.999 persone).

## Geografia fisica
La città è situata a 12° 46' 0 N e 79° 40' 60 E e ha un'altitudine di 73 m s.l.m..

## Società

### Evoluzione demografica
Al censimento del 2001 la popolazione di Dusi assommava a 5.102 persone, delle quali 2.568 maschi e 2.534 femmine. I bambini di età inferiore o uguale ai sei anni assommavano a 671, dei quali 335 maschi e 336 femmine. Infine, coloro che erano in grado di saper almeno leggere e scrivere erano 3.049, dei quali 1.825 maschi e 1.224 femmine.